# Pedro de Viscarra

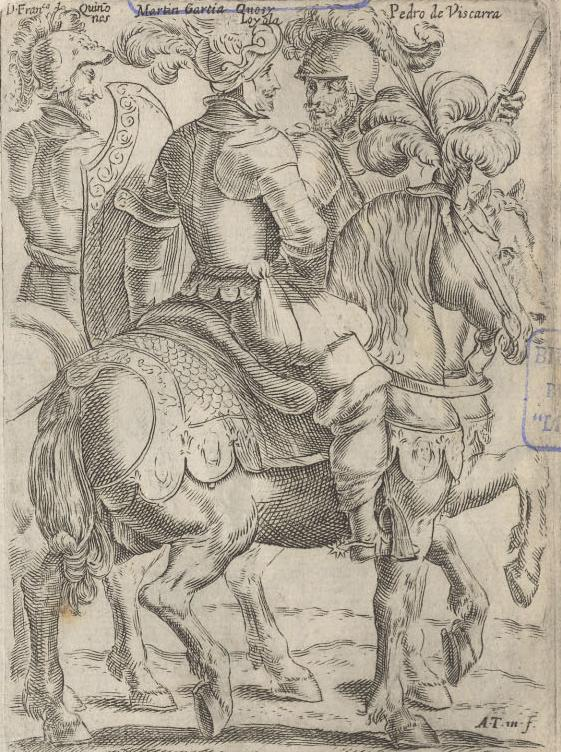
Los gobernadores Quiñones, García Óñez de Loyola y Pedro de Viscarra.

Pedro de Viscarra, a veces reseñado Vizcarra (Sevilla, España, 1502-Chile, 1579 (fecha incorrecta); licenciado en leyes y juez español, fue gobernador de Chile interinamente en dos oportunidades. La primera vez en 1592, cuando Alonso de Sotomayor lo dejó a cargo de la colonia, para dirigirse al Perú a solicitar refuerzos. La segunda oportunidad, tras la Batalla de Curalaba, en la que murió a manos de los mapuches el gobernador titular Martín Óñez de Loyola, el 23 de diciembre de 1598. Viscarra había llegado a Chile en 1590, siendo ya viejo según los cronistas, tras ser designado teniente de gobernador y justicia mayor del llamado Reino de Chile por el virrey del Perú, Francisco Álvarez de Toledo.

## Carrera gubernamental

### Antes de ser gobernador
Hijo de Diego de Viscarra e Isabel de la Barrera, había estudiado leyes en España. Se trasladó al Nuevo Mundo como parte de la oleada de abogados que llegan en segunda instancia, tras la Conquista de América, a resolver el vacío legal de las nuevas colonias y lucrar como intermediarios en el reparto del botín indígena. Llegó a Nicaragua, donde se casó con María Arias Riquel, la hija de, según decía él, un conquistador principal.
En ocasiones, en medio de la violencia imperante, tomó las armas. En 1554, participó en la resistencia de los vecinos de León (Nicaragua) contra las incursiones del "aventurero" Juan Gaitán, que se había revelado en Guatemala contra la autoridad real. Durante esa resistencia fue herido gravemente en un brazo. Aparece después en Quito como parte de las fuerzas que se organizaban para combatir al rebelde Hernández Jirón. Fue relator de la Real Audiencia de Guatemala hasta su clausura temporal en 1564. Ese mismo año regresó a España, enviado para hacer antesala frente a las autoridades metropolitanas para pedir la reapertura del tribunal. En su travesía, en Canarias, fue acusado de transportar oro sin declarar, percance que, aparentemente, superó sin problemas.
Por 1572, tras 12 años de trámites, el Consejo de Indias accedió a la reapertura de la Real Audiencia de Guatemala y decidió enviar a Viscarra como Relator de la Real Audiencia de Lima, lo que en la práctica era un ascenso. Se desempeñó en el tribunal limeño hasta que el virrey, en 1590, lo destinó como justicia mayor de Chile.

### Primer gobierno
El 6 de octubre de 1590 llegaba Viscarra a Santiago de Chile. Al día siguiente el gobernador Alonso de Sotomayor lo dejaba al mando de la ciudad, para partir a la habitual campaña veraniega en la frontera mapuche. 
El 30 de julio de 1592 Sotomayor se embarcaba en Valparaíso. Frustrado por los pocos medios con que contaba para emprender la guerra de Arauco, abandaba el mando colonial en sus manos. Se dirigió a Perú en busca de refuerzos, persuadido de que antes de cinco meses estaría de vuelta en Chile con algunos auxilios que le permitieran sacar buen partido de la próxima temporada operaciones: el verano. Dejó como gobernador interino a Viscarra.
En Lima ya esperaba para dirigirse a Chile un nuevo gobernador nombrado por Felipe II; el después desafortunado Martín Óñez de Loyola, por lo que el interinato de Viscarra duró apenas dos meses, desprovistos de cualquier sobresalto o iniciativa. El 6 de octubre el gobernador propietario era recibido por el cabildo de Santiago.

### Segundo gobierno
La noticia de la muerte del gobernador Martín Óñez de Loyola en el llamado desastre de Curalaba sorprendió a Viscarra en Santiago. De inmediato asumió como gobernador interino y dispuso de preparativos guerreros "con una energía superior a cuanto debía esperarse de sus años".
Se debe acotar que el recién muerto gobernador lo había descrito en una carta como un funcionario honrado, pero tan viejo y achacoso, que los litigantes lograban en los juicios manipularlo sin mayor dificultad.
Viscarra dispuso de la inmediata partida de una corta columna de refuerzo a las ciudades del sur, bajo el mando del capitán Alonso Cid Maldonado. Envió al capitán Luis Jufré con mensajes desesperados a Lima, pidiendo socorros. El 12 de enero de 1599, el propio Viscarra partía al sur al mando de alguna tropa. Diez día después llegó a Concepción, donde se dedicó a organizar la resistencia de los diversos fuerte. Partió por tapiar todas las bocacalles de la ciudad.

#### La rebelión mapuche se extiende
Mientras el jefe mapuche Pelantaro amagaba Angol, Anganamón actuaba en las cercanías de La Imperial. El corregidor de La Imperial ya había muerto durante un ataque indígena. En esa ciudad quedaban solo 90 españoles, incluyendo ancianos y sacerdotes, para atender la defensa. La breve fundación de Santa Fe, en la Cordillera de Nahuelbuta, que no estaba mucho mejor, sitiada por fuerzas muy superiores en número, había sido abandonada en el más completo desorden el 7 de marzo. En Villarrica también se extendía la sublevación y la ciudad se aprestaba para una resistencia y aislamiento que duraría años, antes de que la fundación fuera finalmente abandonada.
Anganamón se trasladó luego al distrito de Boroa, donde sorprendió y mató a la pequeña guarnición de un fuertín. En represalia partió una tropa de 40 soldados, bajo el mando del capitán Andrés Valiente, que fueron completamente derrotados por los guerreros mapuches, el 8 de abril, con lo que en un par de meses volvía a repetirse un descalabro parecido al del Desastre de Curalaba. 
Un día antes, el 7 de abril de 1599, el gobernador Viscarra salió enérgicamente de Concepción al mando de 80 soldados y sorprendió un cercano campamento indígena en Quilacoya, que amenazaba unos lavaderos de oro. Murieron 100 mapuches y 40 fueron hechos prisioneros, mientras que el resto de la tropa indígena huía en desbande. El gobernador ordenó que los prisioneros de Quilacoya fueran marcados en la cara con un hierro al rojo, al tiempo que decretaba que todos los mapuches sorprendidos en posesión de armas fueran convertidos en esclavos.
A estas alturas ya habían muerto 200 españoles desde el Desastre de Curalaba. La cifra, que puede parecer menor en el contexto de una guerra, representaba un tercio de todos los colonos de la zona en conflicto. 
El 17 de abril, Viscarra enviaba su diagnóstico a Lima:
"Si se dilata este mes el socorro que de V.E. se espera, está en evidente contingencia rebelarse todos los indios de amba y de todo el reino y ser necesaria nueva conquista".
El 28 de mayo llegaba a Concepción el nuevo gobernador, Francisco de Quiñones, enviado por el virrey Luis de Velasco con un refuerzo de 130 hombres. Al día siguiente Quiñones asumió en propiedad y tomó la dirección de la guerra.

### Trabajo como juez
Viscarra volvió a desempeñarse en sus labores habituales de teniente de gobernador y juez, y siguió actuando en los gobiernos de Alonso García de Ramón y Alonso de Ribera. En ocasiones intentó, sin éxito, su traslado a Lima o la Audiencia de Charcas. A fines de 1603 logró su retiro del cargo de teniente de gobernador. 
Durante el primer período de Ribera, en 1604, le tocó procesar al capitán Juan Rodulfo Lísperguer, tío de la célebre Catalina de los Ríos y Lisperguer, conocida por su apodo folclórico de La Quintrala. El capitán Lisperguer habría cometido un delito que no se nombra, pero que según el gobernador merecía la pena capital. En medio del proceso, el detenido se fugó. También participó en un bullado proceso, con Ribera y el licenciado Francisco Pastene, que decidió la humillación y destierro de un subdiácono que había quemado 20 chozas indígenas para hacerse con un terreno en litigio. El incendiario salió impune por la obstrucción del obispo de Santiago Juan Pérez de Espinosa.